# Liste der Naturdenkmale in Weitefeld
Die Liste der Naturdenkmale in Weitefeld nennt die im Gemeindegebiet von Weitefeld ausgewiesenen Naturdenkmale (Stand 15. Februar 2024).

## Naturdenkmale
| Nr.         | Bezeichnung           | Lage                                                     | Beschreibung       | Bild                                    |
| ----------- | --------------------- | -------------------------------------------------------- | ------------------ | --------------------------------------- |
| ND-7132-387 | Sommerlinde Weitefeld | nordwestlich des Ortes; Distrikt In der Heimersheck Lage | Tilia platyphyllos | Direkt Bild zu diesem Denkmal hochladen |